# Asterix och guldskäran
Asterix och guldskäran (fr. La serpe d'or) är det andra albumet med Asterix. Manuset skrevs av René Goscinny och albumet tecknades av Albert Uderzo. Serierna publicerades från den 11 augusti 1960, och fram till 23 mars 1961. Den första utgåvan som seriealbum på franska publicerades 1962. Översättningen till svenska kom 1973.

## Handling
När Miraculix är ute och samlar mistel går hans magiska skära i guld sönder, en sådan skära som krävs för att samla mistel till trolldrycken. Det sortens skäror finns endast att köpa i Lutetia av smeden Amerix, Obelix' kusin. Själv har han inte tid att ta sig dit eftersom Galliens druider snart ska mötas i Carnuterskogen för årsmöte (detta skildras i Asterix och goterna).
Asterix och Obelix ger sig iväg till Lutetia. Framme i Lutetia hittar de Amerix' hus, tomt och övergivet. På en taverna i närheten ställer de frågor men värden blir nervös och kör iväg dem. Det verkar som om det finns en maffia som har tagit hand om handeln med skäror, en maffia som verkar ledas av nattklubbsägaren Brutalix. När denne kräver 10 000 guldmynt för en guldskära blir det slagsmål på dennes taverna och Asterix och Obelix grips av en romersk patrull. Romarna verkar inte särskilt intresserade av att göra något åt saken eller hitta Amerix.
De tar sig in i Amerix' hus där det ser ut att ha varit inbrott. Den skrämde värdshusvärden i närheten berättar att Amerix blev kidnappad några dagar tidigare av Brutalix' medhjälpare Drummelix. De bryter sig in i Drummelix' hus men grips av en romersk patrull. I fängelset träffar de en berusad man som kan berätta att Brutalix och Drummelix brukar träffas vid en dös i Boulognerskogen.
Asterix och Obelix ger sig ut i skogen. Natten är kolsvart och det regnar men när solen stiger upp visar det sig att de tagit skydd under en stendös. Dit kommer Drummelix och det visar sig att under stendösen finns ett underjordiskt lager. Efter ett stort slagsmål tvingar de Drummelix att berätta att maffian leds av en för honom okänd person. Brutalix lyckas komma undan men Asterix och Obelix återvänder till Lutetia för att hitta honom.
I Lutetia blir de en tredje gång gripna av samma romerska patrull. De tar sig förstås ut ur fängelset och under slagsmål hamnar de i den romerske prefektens sal. Där ligger prefekten och äter tillsammans med Brutalix. Sambandet står klart: ledaren för maffian är prefekten själv. Amerix hålls fånge i garnisonens smedja där han tillverkar skäror för fullt.
Amerix släpps fri medan prefekten och Brutalix förs bort i kedjor. Med en ny guldskära kan Asterix och Obelix återvända till sin lilla by där deras återkomst firas med en stor fest.

## Övrigt
- På vägen till Lutetia passerar de Suindinium där 24-timmarsloppet för oxvagnar är i full gång. Suindinium är förstås det latinska namnet på Le Mans.
- Den romerske prefekten ska vara en karikatyr av skådespelaren Charles Laughton.
- Skämtet om Pompejis ruiner är anakronistiskt; vulkanen Vesuvius utbrott skedde år 79.
- Detta är det första albumet där barden Troubadix blir bakbunden och försedd med munkavle så att han inte kan förstöra slutfesten med sin falsksång.